# Ялага (Флорида)
Ялага (англ. Yalaha) — переписна місцевість (CDP) в США, в окрузі Лейк штату Флорида. Населення — 1505 осіб (2020).

## Географія
Ялага розташована за координатами 28°44′43″ пн. ш. 81°49′22″ зх. д. / 28.74528° пн. ш. 81.82278° зх. д. (28.745185, -81.822900).  За даними Бюро перепису населення США в 2010 році переписна місцевість мала площу 37,55 км², з яких 14,91 км² — суходіл та 22,64 км² — водойми.

## Демографія
Згідно з переписом 2010 року, у переписній місцевості мешкали 1364 особи в 592 домогосподарствах у складі 424 родин. Густота населення становила 36 осіб/км².  Було 703 помешкання (19/км²).
Расовий склад населення:
| - 86,8 % — білих - 9,2 % — чорних або афроамериканців - 1,1 % — азіатів - 0,2 % — корінних американців - 1,1 % — осіб інших рас |

До двох чи більше рас належало 1,5 %. Частка іспаномовних становила 4,9 % від усіх жителів.
За віковим діапазоном населення розподілялося таким чином: 15,9 % — особи молодші 18 років, 55,9 % — особи у віці 18—64 років, 28,2 % — особи у віці 65 років та старші. Медіана віку мешканця становила 52,9 року. На 100 осіб жіночої статі у переписній місцевості припадало 95,1 чоловіків;  на 100 жінок у віці від 18 років та старших — 94,4 чоловіків також старших 18 років.
Середній дохід на одне домашнє господарство  становив 90 201 долар США (медіана — 85 083), а середній дохід на одну сім'ю — 98 713 долари (медіана — 76 750). За межею бідності перебувало 1,3 % осіб, у тому числі 0,0 % дітей у віці до 18 років та 0,0 % осіб у віці 65 років та старших.
Цивільне працевлаштоване населення становило 513 осіб. Основні галузі зайнятості: освіта, охорона здоров'я та соціальна допомога — 35,5 %, мистецтво, розваги та відпочинок — 21,1 %, будівництво — 13,1 %, публічна адміністрація — 12,9 %.